# Euarche tubifex
Euarche tubifex är en ringmaskart som beskrevs av Ehlers 1887. Euarche tubifex ingår i släktet Euarche och familjen Acoetidae. Inga underarter finns listade i Catalogue of Life.